# (19487) Rosscoleman
(19487) Rosscoleman (1998 HO124) – planetoida z pasa głównego asteroid okrążająca Słońce w ciągu 3,75 lat w średniej odległości 2,41 j.a. Odkryta 23 kwietnia 1998 roku.